# Дарфур сегодня
«Дарфур сегодня» (англ. Darfur Now) — американский документальный фильм 2007 года, снятый сценаристом и режиссёром Тедом Брауном. Фильм рассказывает о геноциде в Дарфуре, области Судана, став призывом к действию для людей во всем мире, чтобы помочь разрешить до сих пор не прекратившийся кризис. Премьера состоялась на Международном кинофестивале в Торонто 2007 года. 2 ноября 2007 года фильм вышел в прокат в Канаде и Соединённых Штатах Америки. Кроме того, состоялся специальный показ фильма в Совете Безопасности ООН.

## Контекст
В феврале 2003 года, после нескольких лет экономических, политических и социальных трудностей, племена Судана начали восстание против своего правительства, которые в ответ направили для их подавления ополченцев «Джанджавид». В Организации Объединённых Наций подсчитали, что к 2007 году в Дарфуре было убито 200 тысяч человек, а 2,5 миллиона были вынуждены покинуть свои деревни. Президент США Джордж Буш-младший назвал эти убийства геноцидом и ввёл санкции в отношении Судана. Республиканцы-сенаторы от Аризоны Джон Маккейн и от Канзаса Боб Доул призвали усилить давление на правительство Судана и ввести туда военный контингент ООН.

## Производство
Раздосадованный невозможностью ничего сделать в такой ситуации, агент Голливуда и член Американского еврейского комитета Дин Шрамм предложил своему клиенту, режиссёру и сценаристу Теду Брауну идею документального фильма. Вместе с Шраммом и Брауном работал Гэри Гринбаум, раввин и политического активиста, обеспечивший получение гранта на 100 тысяч долларов США от «Righteous Persons Foundation», некоммерческой организации Стивена Спилберга. Дополнительная финансовая поддержка была получена от «Participant Productions», помогшей в съёмках фильма «Неудобная правда».
Тед Браун путешествовал по Дарфуру с января по май 2007 года с целью снять документальный фильм о трагедии, развернувшейся в этом регионе на западе Судана. Его съёмочная группа, стала единственной разрешённой с ноября 2006 года, которой был предоставлен беспрецедентный доступ в лагеря для внутренне перемещенных лиц, к правительственным чиновникам, членам кочевых общин и повстанцам. В дополнение к Дарфуру и столице Судана — Хартуму, съёмки проходили в залах Международного уголовного суда в Гааге, Совета Безопасности ООН в Нью-Йорке, Капитолии США в Вашингтоне, Капитолии штата Калифорния,Каире и Пекине. Актёр Дон Чидл, снявшись в фильме «Отель Руанда» 2004 года и узнав о текущей ситуации Дарфуре, решил использовать своё влияние и в соавторстве с Джоном Прендергастом написал книгу «Not on Our Watch: The Mission to End Genocide in Darfur and Beyond» («Пока мы на страже: миссия для конца геноцида в Дарфуре и на последующий период»), и вместе со своим хорошим другом, политическим активистом и актёром Джорджем Клуни, встречался с главами государств, чтобы уговорить их принять меры против геноцида.
Тед Браун в интервью «Newsweek» сказал:

Документальное кино уже по традиции использовалось для социальных изменений как часть повестки дня активистов. Несмотря на то, что я хотел помочь изменению внимания мировой общественности к ситуации в Дарфуре, моей повесткой дня в качестве режиссёра было пригласить своих зрителей, чтобы понять опыт моих субъектов, как человеческих существ.
Оригинальный текст (англ.)Documentaries have for almost their entire tradition been used as part of activist agendas and agents of social change. While I wanted to help provoke a change in the world's attention to the Darfur situation, my agenda as a filmmaker was to invite my audiences to understand and experience my subjects as human beings first.

## Сюжет
Фильм рассказывает о шести людях, связанных друг с другом по одной и той же причине: кризис в Дарфуре. Среди этих людей — актёр и номинант на премию «Оскар» Дон Чидл, использующий свой статус для привлечения внимания к этой проблеме; 24-летний официант и гражданский активист Адам Стерлинг, призывающий губернатора Калифорнии Арнольда Шварценеггера подписать законопроект, удерживающий инвестиции штата в нефтяные компании, имеющие интересы в Судане; и Луис Морено Окампо, прокурор Международного уголовного суда расследующий ситуацию и ищущий доказательства совершения преступлений против человечности. Тогда как есть те, кто находится в Дарфуре: Хеджева Адам, женщина, у которой ребёнок был избит до смерти отрядами «Джанджавид», после чего она вступила в Освободительную армию Судана; перемещённый строитель и фермер Ахмед Мухаммед Абакар — лидер 47 тысяч других перемещённых лиц Дарфура; и эквадорец Пабло Рекальде, сотрудник Всемирной продовольственной программы, постоянно находящийся в опасности и постоянно испытывающий разочарование от невозможности помочь голодающим.
В дополнение к ним, точку зрения правительства разъясняет Абдалмахмуд Халим Мухаммад, посол Судана в ООН в Нью-Йорке.
В фильме также приняли участие актёр и лауреат премии «Оскар» Джордж Клуни, сенатор от штата Канзас Сэм Браунбэк, сенатор от штата Нью-Йорк Хиллари Клинтон, сенатор от штата Аризона Джон Маккейн.

## Критика
Роджер Эберт в рецензии на своём сайте сказал:

Это не убедительная документалистика (слишком много экспозиции, не хватает реальности), но это поучительно и тревожно. Дарфурцы как Хеджева Адам ждут прибытия «американцев», чтобы сохранить свою землю. Может быть, ей надо объявить о начале строительства ядерной программы.
Оригинальный текст (англ.)It is not a compelling documentary (too much exposition, not enough on-the-spot reality), but it is instructive and disturbing. Darfurians like Hejewa Adam await the arrival of "the Americans" to save her land. Perhaps she should announce she is building a nuclear program.

Ти Берр из «The Boston Globe» отметил:

«Дарфур сегодня» подбрасывает несколько поучительных деталей: например, Китай покупает более 60 % суданской нефти и, следовательно, имеет личную заинтересованность в поддержке правительства, возможно оружием, а также экономическими мерами. Фильм не выше презрения, либо посол Судана в Организации Объединённых Наций, Абдалмахмуд Халим Мухаммад, являющийся бюрократом из центра, рассматривает геноцид как «племенной конфликт» и невежественно настаивает, что американские политики подняли этот вопрос только для того, чтобы выслужиться перед чернокожими избирателями.
Оригинальный текст (англ.)«Darfur Now» tosses up a few eye-opening details: For instance, China buys more than 60 percent of Sudan's oil and thus has a vested interest in supporting the government, allegedly with arms as well as economic measures. The film isn't above scorn, either: Sudan's ambassador to the United Nations, Abdalmahmood Abdalhaleem Mohamad, is a bureaucrat out of central casting as he dismisses the genocide as «a tribal conflict» and cluelessly insists that US politicians raise the issue only to curry favor with black voters.

Джейн Уэллс в «The Huffington Post» сказала, что фильм использует надежду как центральную тему, а Дэвид Эдельстайн в «New York Magazine» — призыв к оружию.

## Саундтрек
Официальный саундтрек «Darfur Now Original Motion Picture Soundtrack» из 21 композиций композитора Грэма Ревелла вышел 18 декабря 2007 года:
| №                   | Название                    | Исполнитель                                                                         | Длительность |
| ------------------- | --------------------------- | ----------------------------------------------------------------------------------- | ------------ |
| 1.                  | «Hejewa»                    | Грэм Ревелл, Мекайл Бакхит, Сухайл Каспар, A. J. Racy, Роберт Ревелл, Карл Верхейен | 1:52         |
| 2.                  | «Darfur Now Titles»         |                                                                                     | 1:20         |
| 3.                  | «The Aid Convoy»            |                                                                                     | 3:16         |
| 4.                  | «Adam»                      |                                                                                     | 2:16         |
| 5.                  | «Ahmed»                     |                                                                                     | 1:42         |
| 6.                  | «Atrocities»                |                                                                                     | 2:54         |
| 7.                  | «Don And George In China»   |                                                                                     | 1:22         |
| 8.                  | «Rebels On Parade»          |                                                                                     | 1:42         |
| 9.                  | «Rebels Patrolling»         |                                                                                     | 2:14         |
| 10.                 | «Janjaweed Atrocites»       |                                                                                     | 1:50         |
| 11.                 | «Luis On The River»         |                                                                                     | 1:41         |
| 12.                 | «Luis Addresses UN»         |                                                                                     | 1:16         |
| 13.                 | «Don's Connection»          |                                                                                     | 1:10         |
| 14.                 | «Luis Presents His Case»    |                                                                                     | 4:24         |
| 15.                 | «Meeting»                   |                                                                                     | 1:42         |
| 16.                 | «Adam's Victory»            |                                                                                     | 2:47         |
| 17.                 | «Old Woman»                 |                                                                                     | 0:56         |
| 18.                 | «Pablo Passes Gunmen»       |                                                                                     | 1:51         |
| 19.                 | «Don's Children»            |                                                                                     | 1:15         |
| 20.                 | «Don Talks To Young People» |                                                                                     | 1:55         |
| 21.                 | «Children Of The World»     |                                                                                     | 2:13         |
| Общая длительность: | Общая длительность:         | Общая длительность:                                                                 | 41:38        |